# Cariati
Cariati es un municipio situado en la provincia de Cosenza, en Calabria (Italia).

## Demografía
| Gráfica de evolución demográfica de Cariati entre 1861 y 2001 |
|                                                               |
| Fuente ISTAT - elaboración gráfica a cargo de Wikipedia       |